# Pygocentrus
A Pygocentrus a csontos halak (Osteichthyes) főosztályának a sugarasúszójú halak (Actinopterygii) osztályába, ezen belül a pontylazacalakúak (Characiformes) rendjébe és a pontylazacfélék (Characidae) családjába tartozó nem.

## Előfordulásuk
A Pygocentrus-fajok előfordulási területe Dél-Amerikában van. A brazíliai São Francisco folyóban élő Pygocentrus pirayán kívül, az összes többi faj megtalálható az Orinoco folyó medencéjében. A vöröshasú pirája az Amazonasban is fellelhető.

## Megjelenésük
A fajok mérete 20-50 centiméter között van. Testtömegül fajtól függően lehet, csak 560 gramm, de akár 3,9 kilogramm is. Mindegyikük fogazata igen erős és komoly sérüléseket okozhatnak.

## Életmódjuk
Az összes faj trópusi és édesvízi hal. Főleg a nyíltabb vizeket kedveli. Táplálékuk elsősorban rovarok, férgek és halak, de megtámadnak, főleg a nagyobb Pygocentrus-fajok, a folyóban úszó vagy vízben tartózkodó emlősöket és madarakat is.

## Felhasználásuk
Többségüket kisebb-nagyobb mértékben halásszák. Az akváriumokban is kedvelt halak.

## Rendszerezés
A nembe az alábbi 4 faj tartozik:
- Pygocentrus cariba (Humboldt, 1821)
- vöröshasú pirája (Pygocentrus nattereri) Kner, 1858
- Pygocentrus palometa Valenciennes, 1850
- Pygocentrus piraya (Cuvier, 1819)